# ترافيس هنري
ترافيس هنري (بالإنجليزية: Travis Henry)‏ هو لاعب كرة قدم أمريكية أمريكي، ولد في 29 أكتوبر 1978 في فروستبروف في الولايات المتحدة.

## وصلات خارجية
- ترافيس هنري على موقع مرجع كرة القدم المحترفة.كوم (الإنجليزية)